# هزاره دوم آهوی کوهی (مجموعه شعر)
هزارهٔ دومِ آهوی کوهی دوّمین دیوانِ شعرِ محمّدرضا شفیعی کدکنی است، مشتمل بر پنج دفتر: مرثیه‌های سرو کاشمر؛ خط دلتنگی؛ غزل برای گل آفتابگردان؛ در ستایش کبوترها؛ و ستاره دنباله‌دار.

## عنوان
عنوان کتاب به شعر آهوی کوهی اشاره دارد که هزارهٔ اول شعر فارسی با آن آغاز می‌شود و بنابراین هزارهٔ دوم آهوی کوهی کنایه از استمرار شعر فارسی است که اکنون وارد هزارهٔ دوم شده‌است.

## نقد
تقی پورنامداریان مقاله‌ای با عنوان «سیری در هزارهٔ دوم آهوی کوهی» دربارهٔ این کتاب دارد.
مریم حسینی (استاد دانشگاه الزهرا) در مقاله‌ای به نقد دفتر شعر «مرثیه‌های سرو کاشمر» پرداخته‌است.

## به زبان‌های دیگر
گزیده‌ای از این کتاب به ایتالیایی ترجمه و منتشر شده است.